# بات دورهام
بات دورهام (بالإنجليزية: Pat Durham)‏ مواليد 10 مارس 1967 في دالاس، هو لاعب كرة سلة أمريكي سابق. بدأ مسيرته الاحترافية في سنة 1989. تم اختياره من قبل فريق دالاس مافيريكس خلال الدرافت. يبلغ طوله 6 قدم 7 بوصة (2.0 م). اعتزل اللعب في 2006.

## المسيرة الاحترافية
لعب مع نادي إشبيلية لكرة السلة في الدوري الإسباني في سنة 1990، ثم لعب مع غولدن ستايت ووريورز في سنة 1993، ثم لعب مع ساسكي باسكونيا في الدوري الإسباني في موسم 1993–1994.

## روابط خارجية
- بات دورهام على موقع إن بي أي (الإنجليزية)
- بات دورهام على موقع سبورتس رفرنس (الإنجليزية)
- بات دورهام على موقع الدوري الإسباني لكرة السلة (الإسبانية)
- بات دورهام على موقع كرة السلة الأوروبية.كوم (الإنجليزية)
- بات دورهام على موقع كلية كرة السلة في سبورتس رفرنس.كوم (الإنجليزية)
- بات دورهام على موقع ريلجم (الإنجليزية)
- بات دورهام على موقع بروبوليرز (الإنجليزية)
- بات دورهام على موقع سبورتس رفرنس (الإنجليزية)